# Registro de instrucción
El registro de instrucción  RI es un registro de la unidad de control de la CPU en donde se almacena la instrucción que se está ejecutando. En los procesadores simples cada instrucción a ser ejecutada es cargada en el registro de la instrucción que la contiene mientras se es decodificada, preparada y  al final ejecutada, un proceso que puede tomar varios pasos. Los procesadores más complejos usan una tubería de registros de instrucción donde cada etapa de la tubería hace parte del trabajo, decodificación, preparación, o ejecución, y después pasa el resultado a la siguiente etapa para realizar el siguiente paso hasta que la instrucción es procesada totalmente. Esto funciona como una línea de ensamblaje en donde en cada etapa se hace un trabajo parcial, y luego se pasa a la siguiente etapa para continuar con la fabricación del producto. Los procesadores modernos pueden incluso hacer algunos de los pasos de fuera de orden ya que la decodificación de varias instrucciones se hace en paralelo.
Decodificar el opcode en el registro de instrucción incluye la determinación de la instrucción, también determinar donde están sus operandos en memoria, leer los operandos desde la memoria, asignar recursos del procesador para ejecutar el comando (en procesadores superscalares), etc.